# Jan Augustynowicz
Jan Augustynowicz (ur. 1958 w Grudusku, zm. 4 maja 2017 w Płocku) – polski duchowny rzymskokatolicki, publicysta i dziennikarz.

## Życiorys
Po maturze pracował w mławskim urzędzie pocztowym, zaś po powstaniu „Solidarności” zaangażował się również w tworzenie związkowego biuletynu. Po wydarzeniach stanu wojennego wstąpił do Wyższego Seminarium Duchownego w Płocku, a w 1988 przyjął święcenia kapłańskie z rąk bp. Zygmunta Kamińskiego. Po święceniach pracował jako wikariusz w Sochocinie, Rypinie, Gostyninie i Sierpcu. W 1994 został redaktorem naczelnym płockiej edycji katolickiego tygodnika „Niedziela” oraz diecezjalnym duszpasterzem środków społecznego przekazu w diecezji płockiej. W 2001 został powołany na proboszcza parafii św. Józefa w Sarnowie, zaś w 2005 na proboszcza parafii św. Jana Chrzciciela w Rębowie. Był również publicystą miesięcznika homiletycznego „Verbum Domini” oraz laureatem Medalu „Mater Verbi” za działalność dziennikarską.

## Wybrana bibliografia autorska
- 100 lat objawień fatimskich: więcej niż modlitewnik (Wydawnictwo Spes, Kraków, 2017; ISBN 978-83-945657-5-6)
- 100 lat OSP Rębowo: monografia historyczna (Urząd Gminy i Miasta Wyszogród: Lokalna Grupa Działania „Razem dla Rozwoju”, Wyszogród, 2008)
- Chodźmy drogami Pana: kazania obrzędowe i okolicznościowe (Wydawnictwo Spes, Kraków, 2016; ISBN 978-83-61189-56-5)
- Chwalmy Panią świata: rozważania na nabożeństwa majowe (Wydawnictwo Spes, Kraków, 2016; ISBN 978-83-61189-58-9)
- Drogi krzyżowe dla dorosłych (Dom Wydawniczy „Rafael”, Kraków, cop. 2007; ISBN 978-83-60293-69-0)
- „Gorzkie żale, przybywajcie...” (Wydawnictwo Spes, Kraków, 2016; ISBN 978-83-61189-89-3)
- Idąc drogą Pana: (rozważania Drogi Krzyżowej) (Płocki Instytut Wydawniczy, Płock, 1997; ISBN 83-906329-8-5)
- Kapłański rachunek sumienia (Wydawnictwo Spes, Kraków, 2016; ISBN 978-83-61189-97-8)
- Miłosierdzie nade wszystko (Wydawnictwo Spes, Kraków, 2015; ISBN 978-83-61189-87-9)
- Myśli do kazań ślubnych (Wydawnictwo Spes, Kraków, 2017; ISBN 978-83-945657-1-8)
- Nasza Matka Najświętsza: rozważania maryjne (Wydawnictwo Spes, Kraków, 2015; ISBN 978-83-61189-76-3)
- Naśladując Chrystusa: rozważania Drogi Krzyżowej (Wydawnictwo Spes, Kraków, 2017; ISBN 978-83-945657-7-0)
- Okiem moralisty: rozważania bez moralizowania (Wydawnictwo Spes, Kraków, 2015; ISBN 978-83-61189-81-7)
- Przygotujcie drogę Panu! : rozważania adwentowe (Wydawnictwo Spes, Kraków, 2015; ISBN 978-83-61189-82-4)
- Rozważania roratnie (Tygodnik Katolicki „Niedziela”, Częstochowa, 1995; ISBN 83-86076-17-8)
- Serce Jezusa : rozważania na nabożeństwa czerwcowe (Wydawnictwo Spes, Kraków, 2016; ISBN 978-83-61189-95-4)
- Wielki Tydzień i Oktawa Wielkanocy : rozważania na każdy dzień(Wydawnictwo Spes, Kraków, 2015; ISBN 978-83-61189-68-8)